# キャプテン (アイドルグループ)
キャプテンは、1980年代の日本の2人組アイドルグループ、バックダンサー。当時の所属事務所はボンド企画。

## メンバー
- 北沢 清子 （きたざわ きよこ、神奈川県出身、1964年2月28日（61歳） - ）
- 山本 恵子 （やまもと けいこ、東京都出身、1962年5月20日（62歳） - ）

## 略歴
- 1982年、スクールメイツの北沢清子と山本恵子の2人で結成。デビュー当時の松本伊代のバックダンサー兼コーラスとして2年半活動（最初の数ヶ月は「スクールメイツ」としてバックに付いていた）。
- 1984年、麻生真美子と3人で「麻生真美子＆キャプテン」（後述）を結成。
- 1987年、グループを解散。
- 同年、「Be-2（ビーツー）」（後述）として再デビュー。
- その後、地方のバラエティ番組で司会を務めたのち芸能界を引退することになったが、ビートたけし（北野武）から「やめちゃダメだ…ねえちゃん達はティナ・ターナーのように50代になってもミニスカートにハイヒールで歌わなくちゃ」と言われ活動を再開し、『北野ファンクラブ』や『足立区のたけし、世界の北野』などに「デビル・ガールズ」名義で準レギュラーで出演。北野監督の映画『HANA-BI』『菊次郎の夏』『Dolls』などにも脇役で出演した。
- 北沢清子は、ニューヨークを拠点にエンターテイメントを扱う会社に勤務する傍ら、ニューヨークの情報番組などでレポーター・ナレーターとして活動していた。
- 2009年、北沢清子は現在、恵比寿でロミロミ&リンパダイエットのサロンを経営し、エステや美容の学校で講師としても活躍している。
- 2010年1月15日放映分の「たけしのコマ大数学科（フジテレビ）のオープニングに戸部洋子（フジテレビアナウンサー）のバックで出演した。
- 2010年10月10日放映分の「日曜ビッグバラエティ カラオケ★バトル5」（テレビ東京）で松本伊代のバックで出演した。
- 2013年12月19日放映分の「とんねるずのみなさんのおかげでした」（フジテレビ）で松本伊代のバックで出演した[1]。
- 2014年6月8日、汐留BuleMoodで行われた、桑田靖子 LIVE TOUR 2014〜共存〜 @東京のスペシャルシークレットゲストとして参加され、マイジョイフルハートと脱・プラトニックの2曲を桑田靖子のバックで踊った[2]。

## エピソード
- スクールメイツとしてバックに付いていたころ、松本伊代のマネージャーにスカウトされ、松本の所属事務所であるボンド企画に移籍。グループ名は、同じスクールメイツ出身で大成功したキャンディーズなど「キャ」の付くグループが縁起が良いということで、そのマネージャーが命名した。
- スクールメイツ時代には日本レコード大賞、日本歌謡大賞、NHK紅白歌合戦、ザ・ベストテン、レッツゴーヤングなど数々の歌番組に出演。西城秀樹、石野真子、榊原郁恵、松田聖子、たのきんトリオなどのバックで踊っていた。
- 背が高く、セブンティーンなどの雑誌に「伊代の後ろに巨人」と書かれたこともあった。また、松本伊代の姉と勘違いされたこともあった。

## 麻生真美子&キャプテンとしての活動
- 当時19歳の麻生真美子とトリオを結成。1984年6月21日、ビクターから「恋の免許証（ライセンス）」（作詞:荒木とよひさ、作曲:三木たかし、編曲:萩田光雄）でデビュー。その後「恋の低空飛行」「愛した男よ蝶になれ」などシングル合計6枚、アルバム1枚をリリースした後、1987年に解散。
- テレビ東京の『ヤンヤン歌うスタジオ』、『おはよう爽やかさん』、『花の女子校 聖カトレア学園』などにレギュラー出演。
- パチンコメーカー西陣が1985年に発売した機種「キャプテンルーキー」のカタログやキャンペーンのゲストにも起用された。
- その後、北沢・山本と麻生には一切の接点はなかったが、2012年に入り、解散以降久々の再会を果たし、それがきっかけになり、同年4月9日に一夜限りの復活ライブが行われた[3]。

## デビル・ガールズとしての活動
- 松本伊代の4枚目のシングル「オトナじゃないの」では、曲のイメージでこの曲のみ「デビル・ガールズ」として活動した。
- 「TVの国からキラキラ」ではアンダーガールとしてキャプテンとして付いたが、更に他の女子二人組のアンダーガールが付き4人組として表記が「＜踊り＞キャプテン＆デビルガールズ」であった。
- ビートたけしの中ではこの「デビル・ガールズ」として踊っていた時の印象が強かったため、たけしの番組には「デビル・ガールズ」名義で出演した。『北野ファンクラブ』の「亀有ブラザース」、『足立区のたけし、世界の北野』の「北千住ブラザース」のコーナーではたけしらのバックダンサーを務めた。

## Be-2としての活動
- 1987年7月21日、ザ・ピーナッツのカバー曲「恋のバカンス'87」でデビュー。キャッチフレーズは「1990年のピーナッツ」。日本の古きよき時代の曲をカバーするデュエットとしてデビューした。
- その後、ヘドバとダビデのカバー曲「ナオミの夢」、タカラの玩具「フラワーロック」のイメージ・ソング「Flower Rock 〜Rock Me Baby〜」などシングル合計6枚、アルバム1枚をリリース。
- ビクターのプロデューサーは岩崎宏美、ピンク・レディー、小泉今日子らを育て担当していた飯田久彦、ディレクターはキャンディーズを育てた松崎澄夫と元ソルティー・シュガーの高橋隆（「走れコウタロー」の早口の実況部分を歌っていたメンバー。解散後ビクターに入社）だった。

## ディスコグラフィ
- 全てのシングル・アルバムはビクターからリリースされた。

### 麻生真美子&キャプテン

#### シングル
| # | 発売日          | A/B面 | タイトル                 | 作詞         | 作曲           | 編曲       | 規格品番 |
| - | --------------- | ----- | ------------------------ | ------------ | -------------- | ---------- | -------- |
| 1 | 1984年 6月21日  | A面   | 恋の免許証               | 荒木とよひさ | 三木たかし     | 萩田光雄   | SV-7400  |
| 1 | 1984年 6月21日  | B面   | シンガポール・スリリング | 荒木とよひさ | 三木たかし     | 萩田光雄   | SV-7400  |
| 2 | 1984年 10月21日 | A面   | 恋の低空飛行             | 荒木とよひさ | 馬飼野康二     | 馬飼野康二 | SV-7438  |
| 2 | 1984年 10月21日 | B面   | NONON-G                  | 荒木とよひさ | 熊谷安廣       | 萩田光雄   | SV-7438  |
| 3 | 1985年 3月21日  | A面   | 愛した男よ蝶になれ       | 荒木とよひさ | 鈴木キサブロー | 萩田光雄   | SV-9003  |
| 3 | 1985年 3月21日  | B面   | 恋の45口径               | 荒木とよひさ | 小室良         | 若草恵     | SV-9003  |
| 4 | 1985年 7月21日  | A面   | 愛はロマネスク           | 荒木とよひさ | S.Benson       | 若草恵     | SV-9044  |
| 4 | 1985年 7月21日  | B面   | 孔雀舞姫                 | 篠原仁志     | 緑一二三       | 萩田光雄   | SV-9044  |
| 5 | 1986年 1月21日  | A面   | 真冬のビーチ・ボーイ     | 荒木とよひさ | 馬場孝幸       | 若草恵     | SV-9090  |
| 5 | 1986年 1月21日  | B面   | 今夜は最高               | 荒木とよひさ | 落合努         | 萩田光雄   | SV-9090  |
| 6 | 1986年 8月21日  | A面   | ガラーム気分で歌わせて   | 篠原仁志     | 塩谷真人       | 根岸貴幸   | SV-9156  |
| 6 | 1986年 8月21日  | B面   | 急がば回ってFall in Love | 島エリナ     | 田中真美       | 萩田光雄   | SV-9156  |

#### アルバム
オリジナル・アルバム

### Be-2

#### シングル
| # | 発売日          | A/B面 | タイトル             | 作詞              | 作曲              | 編曲       | 規格品番   |
| - | --------------- | ----- | -------------------- | ----------------- | ----------------- | ---------- | ---------- |
| 1 | 1987年 7月21日  | A面   | 恋のバカンス'87      | 岩谷時子          | 宮川泰            | 馬飼野康二 | SV-9266    |
| 1 | 1987年 7月21日  | B面   | （カラオケ）         | -                 | 宮川泰            | 馬飼野康二 | SV-9266    |
| 2 | 1987年 11月21日 | A面   | ナオミの夢           | 片桐和子          | D.Krivoshei       | 神林早人   | SV-9296    |
| 2 | 1987年 11月21日 | B面   | 浮気なあいつ         | 山口洋子          | 宮川泰            | 神林早人   | SV-9296    |
| 3 | 1988年 6月21日  | A面   | 機嫌を直してもう一度 | 漣健児            | R.Porrazzo        | 小島良喜   | SV-9358    |
| 3 | 1988年 6月21日  | B面   | コーヒー・ルンバ     | あらかわひろし    | J.M.Perroni       | 国吉良一   | SV-9358    |
| 4 | 1989年 6月21日  | 01    | FLOWER ROCK          | 白峰美津子        | 関口敏行          | 関口敏行   | VDRS-1149  |
| 4 | 1989年 6月21日  | 02    | MR.JUNCTION B        | 関口敏行          | 関口敏行          | 関口敏行   | VDRS-1149  |
| 5 | 1990年 2月1日   | 01    | BODY HUNTER          | 岩里祐穂          | 小池ヒロミチ      | 西脇辰弥   | VIDL-10002 |
| 5 | 1990年 2月1日   | 02    | 夜明けの黄昏         | 三浦徳子          | M.Dalporto        | 小島良喜   | VIDL-10002 |
| 6 | 1990年 11月21日 | 01    | やってられないわ     | 幸耕平 / 杉本真人 | 幸耕平 / 杉本真人 | 萩田光男   | VIDL-10077 |
| 6 | 1990年 11月21日 | 02    | やさしく傷つけて     | 幸耕平 / 杉本真人 | 幸耕平 / 杉本真人 | 萩田光男   | VIDL-10077 |

#### アルバム
オリジナル・アルバム
ベスト・アルバム
1. GOLDEN☆BEST 麻生真美子＆キャプテン／麻生真美子／Be-2（2009年9月16日／VICL-63458）